# Vidéo-jockey
 (septembre 2017).
- Si vous ne connaissez pas le sujet, laissez ce bandeau (vous pouvez alors contacter les auteurs).
- Si vous supprimez le contenu mis en cause (vous pouvez préalablement contacter les auteurs),

argumentez précisément cette suppression dans la page de discussion
(un manque de référence n'est pas un argument ; une recherche réelle de référence doit avoir été effectuée, être formellement documentée).
 (juillet 2009).
Si vous disposez d'ouvrages ou d'articles de référence ou si vous connaissez des sites web de qualité traitant du thème abordé ici, merci de compléter l'article en donnant les références utiles à sa vérifiabilité et en les liant à la section « Notes et références ».

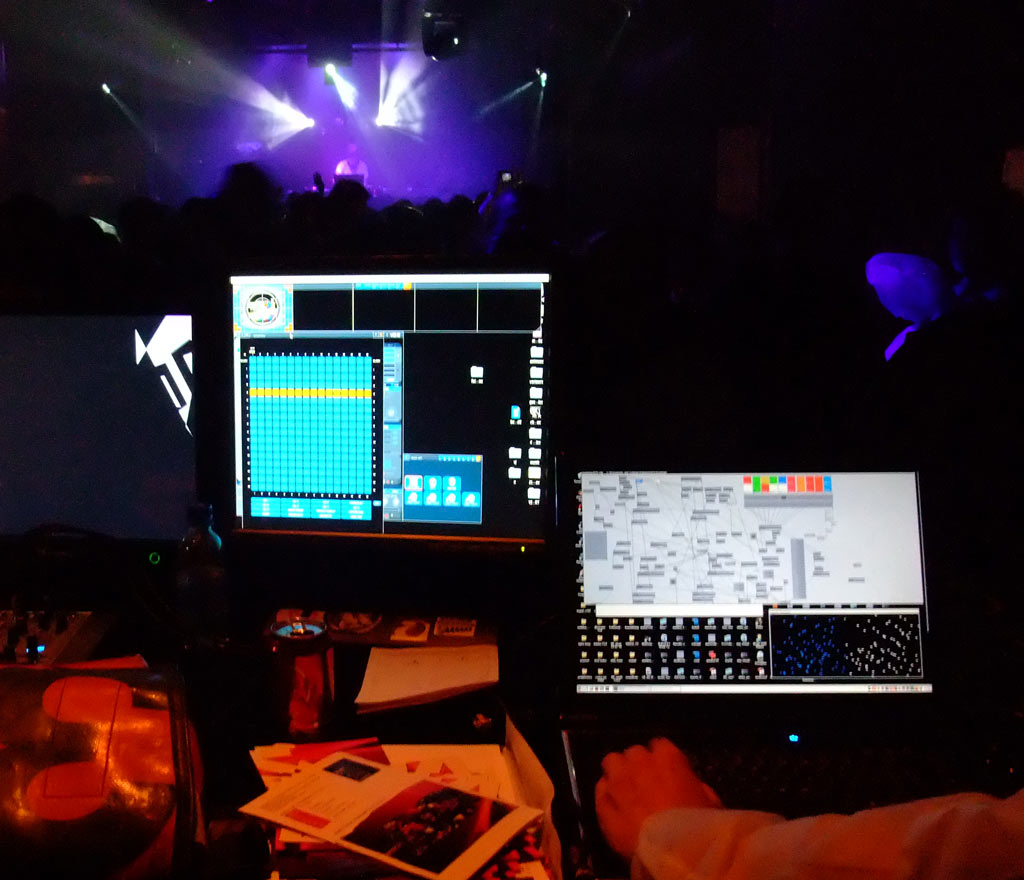
Exemple de prestation de Vjing.

Un vidéo-jockey, abrégé sous le sigle VJ, est une personne qui est à l'origine d'une animation visuelle projetée sans plus d'indications sur les techniques utilisées ou les choix graphiques effectués.
Le VJing est un terme large qui désigne la performance visuelle en temps réel. Les caractéristiques du VJing sont la création ou la manipulation de l'image en temps réel via la médiation technologique et en direction d'un public, en synchronisation avec la musique.
Le VJing a souvent lieu dans des évènements comme des concerts, clubs, festivals de musique, et en général associé à une autre performance artistique. Cela donne lieu à une performance multimédia qui peut inclure de la musique, des comédiens, des de ou danseurs en même temps que de la vidéo live ou pré-enregistrée. 
Dans les pays anglophones, le terme a été popularisé par MTV qui utilisait le terme de VJ pour désigner la personne qui animait et présentait les diffusions de clips vidéo, mais ses origines datent des clubs new-yorkais des années 1970,.
Le sigle VJ vient de la contraction du mot latin « video » (« je vois ») et de l'anglais « jockey » (conduire, manœuvrer), s'inspirant ainsi du terme DJ, propre à la musique. Le sigle tendant à devenir un mot en soi, il peut se décliner sous différentes formes telles qu'un verbe : VJer ou faire du VJing (créer l'animation visuelle). De même, les variantes employées pour désigner les vidéo-jockeys sont légion : visual jockey, visu (contraction de « visuels »), veejay ou encore vijay. [réf. souhaitée]
Un des éléments clés de la pratique du VJing est le mix en temps réel de contenus provenant d'une « bibliothèque de médias », venant de cassettes VHS, de DVD, de fichiers vidéo ou image, d'une caméra, ou de visuels générés par ordinateur. En plus de la sélection de média, le VJing implique principalement le traitement en temps réel de la matière visuelle. Le terme est aussi utilisé pour décrire l'usage performatif de logiciels génératifs, bien que le mot « devienne douteux (...) puisqu'aucune vidéo n'est mixée ».

## Historique
Historiquement le VJing fait référence à des formes artistiques qui mélangent l'image et le son. Ces références historiques sont précédées par d'autres formes artistiques audiovisuelles plus anciennes comme le clavecin oculaire, la chambre noire, la lanterne magique, les shows lumineux...
Le clavecin oculaire, ou orgue de couleur, est un mécanisme permettant de faire correspondre des couleurs à des sons par des moyens mécaniques et électromécaniques. Sa première description fut faite par Louis Bertrand Castel en 1735. Il prétendait affecter l'œil par la succession des couleurs, comme le clavecin affecte l'oreille par la succession des sons.
Dans les années 1960 à San Francisco, des spectacles visuels donnés par des collectifs d'artistes comme The Joshua Light et The Brotherhood of Light, inspirés par la Beat Generation, ont accompagné les concerts de The Grateful Dead. The Exploding Plastic Inevitable, organisé par Andy Warhol, a également contribué à la fusion de la musique et de l'image dans un contexte festif.
Dans les clubs et les évènements privés « les gens utilisaient des liquides rétroprojetés, des boules disco et des projections de lumière sur de la fumée pour donner de nouvelles sensations au public. Certaines de ces expériences étaient liées à la musique, mais la plupart du temps elles n'étaient que des décorations ». Elles furent appelées « liquid light shows ».
À la fin des années 1970 la collaboration entre la musique et la vidéo devint plus proche. Des groupes comme Cabaret Voltaire commencèrent à utiliser du matériel de montage vidéo peu cher pour créer leurs propres visuels pour leurs travaux sonores. Quelques groupes commencèrent à régulièrement montrer des images pendant leurs concerts.
L'usage écrit du terme « vidéo-jockey » a fait son apparition sur la fiche de paye de Merrill Aldighieri en mai 1980 dans une boite de nuit à New York, appelée HURRAH. Elle a improvisé en interprétant la musique du DJ en temps réel avec l'aide d'une installation vidéo, de projections de caméras vidéo live, de cassettes vidéo variées, et de trucages multimédia avec les miroirs et projections de boucles 16 mm.
L'expansion de la musique électronique et de la culture DJ a fourni plus de possibilité pour les artistes de créer des visuels live sur des évènements. La popularité de MTV entraina une plus grande et une meilleure production de vidéos musicales, et de nombreux clubs commencèrent à diffuser des clips vidéos comme une partie du divertissement et de l'atmosphère.
L'idée d'associer animation visuelle et environnement sonore n'est pas récente mais les possibilités techniques qui permettent de le réaliser — facilement et sans moyens extraordinaires — sont, elles relativement récentes. Il est donc logique que l'évolution du VJing soit liée de près aux avancées technologiques et à leur diffusion, même si toutes les techniques restent utilisées dans l'exercice de la discipline, des plus obsolètes — projections de diapositives — aux plus récentes - projections assistées par ordinateur.

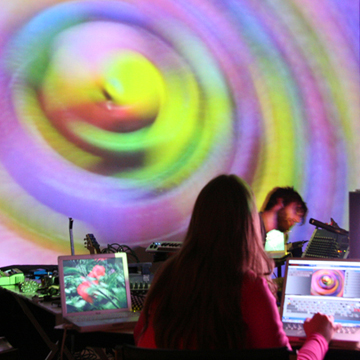
Une prestation de VJing.

Les précurseurs travaillaient avec des projecteurs de diapositives, super-8 ou 16 mm, dont l'installation tenait souvent de la prouesse, entre le nombre de projecteurs déployés, les racks de diapositives et les systèmes d'obturation plus ou moins artisanaux. Malgré son origine historique, ce type de VJing a encore cours et permet des habillages impossibles avec les vidéo-projecteurs modernes.
L'avènement du magnétoscope permit enfin de déplacer et recréer de mini-studios de montage en temps réel : une table de montage - plus ou moins artisanale -, quelques magnétoscopes, plusieurs kilomètres de bandes et le tour était joué, mais ce choix rencontra assez vite ses propres limites en raison des difficultés de déplacement et surtout de la place nécessitée par l'installation de plusieurs racks de magnétoscopes.
C'est évidemment l'ordinateur, l'accès pour tous à la technologie, qui permit vraiment de développer le VJing, permettant de mettre en œuvre des stations de montage ou mixage virtuelles et surtout permettant de limiter en termes de place physique le stockage des banques vidéos.
L'essor de l'imagisme est fortement lié à l'émergence et au succès de la scène techno qui a créé de nouveaux espaces festifs valorisant autant l'esthétique que l'acoustique.

## Projection assistée par ordinateur

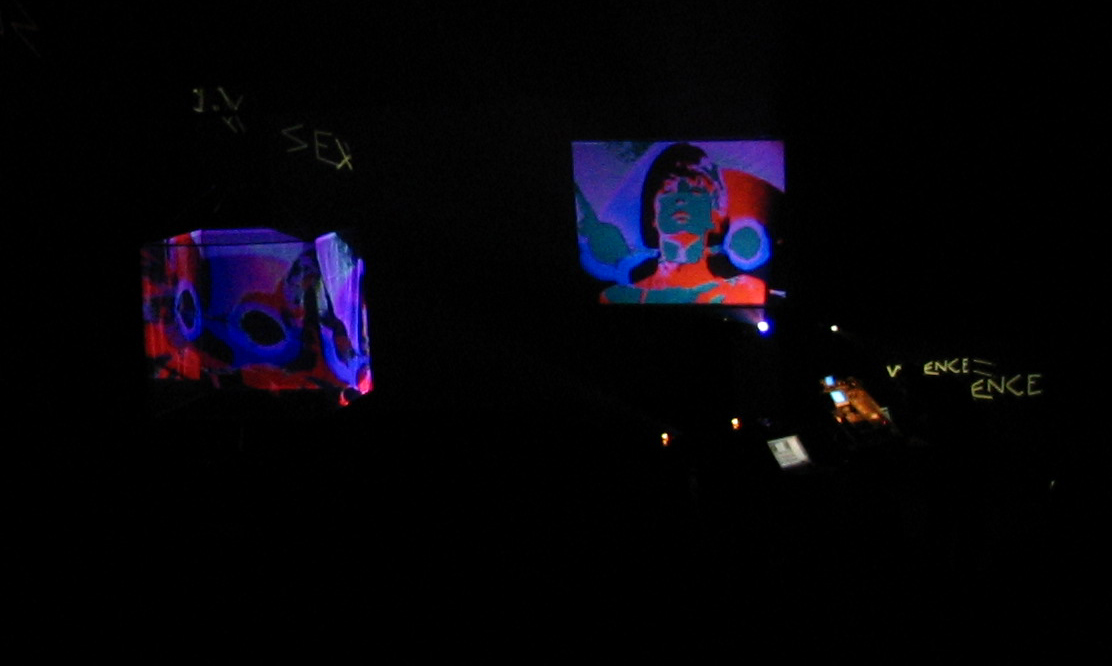
Exemple de prestations de VJing.

L'ordinateur est l'outil de prédilection des VJ depuis la fin des années 1990, même si les autres pratiques comme l'utilisation de diapositives sont toujours d'actualité, notamment pour les habillages qu'elles permettent surtout en extérieur.
Cet usage massif de l'ordinateur a permis le développement d'importantes communautés sur le web qui sont à l'origine de nombreuses réflexions sur la scène VJ et son avenir, et qui permirent la mise en place de plusieurs cycles de festival comme AVIT ou Contact-Europe.

### Formats
Les logiciels autorisent la plupart des formats, ils peuvent être divisés en deux grandes catégories :
- l'imagerie traditionnelle numérisée, qui comprend tous les types d'encodages autant pour les images que pour les vidéos ;
- l'imagerie générée par ordinateur qui comprend le format Flash, la 3D mais aussi la génération de fractales.

Les VJ peuvent choisir de ne travailler qu'avec une seule sorte d'imagerie autant qu'en les mélangeant toutes.

### Logiciels
Tout existe, du plus simple au plus technique.
- Les logiciels avec analyse de sons : il s'agit pour la plupart de plugs ajoutés à des logiciels d'édition audio qui permettent de faire boucler aléatoirement des séquences prédéterminées ou non avec détection automatique du BPM.
- Les tables de mixage vidéo virtuelles : il s'agit de logiciels recréant un studio de montage virtuel — plus ou moins technique en fonction du logiciel — ainsi ces logiciels permettent de mixer entre plusieurs canaux vidéos.
- Les synthétiseurs visuels virtuels : il s'agit de logiciels aux fonctions avancées et techniques, permettant d'attribuer certaines fonctions à certaines touches du clavier de l'ordinateur afin de créer une sorte de « clavier visuel » qui pourrait se résumer d'une façon simpliste par « j'appuie sur une touche, je déclenche une vidéo ».

### Matériel
Là aussi, les avancées technologiques ont beaucoup fait et on peut désormais brancher à peu près tout sur un ordinateur et donc le piloter avec un clavier midi comme avec un joystick (manche à balai, au Québec), en passant par les tables de mixage ou de montage ou les platines CD virtuelles. 
Certains logiciels fonctionnent sur des lecteurs multimédia portables, proposant ainsi une alternative à l'ordinateur.

### Coût et contraintes de l’équipement
Le coût dépend des buts et des moyens dont on dispose : le matériel vidéo professionnel reste cher.
Pour commencer, il faut un ordinateur avec sortie vidéo (de préférence portable), un logiciel d'imagisme (il en existe autant pour Mac que pour Windows) et un téléviseur pour voir le résultat.
Les projecteurs vidéo sont de plus en plus abordables, mais demeurent souvent insuffisants pour de grandes salles de spectacles. Une solution consiste à en louer selon les circonstances. On considère que pour des spectacles nocturnes, les projecteurs peuvent fournir entre 2 000 et 50 000 lumens selon la taille des écrans et la luminosité ambiante.
L'idéal est aussi de posséder un caméscope et un logiciel de montage pour créer ses propres boucles.
Une étape supplémentaire nécessite d'acquérir une surface de contrôle (midi ou DMX) pour commander son logiciel en temps réel.
Ensuite, on en arrive au lecteur DVD ainsi que d'autres sources vidéo externes, aux vidéo mixers, aux vidéo-effecteurs, à un deuxième ordinateur, à plusieurs caméras de scène, écrans, etc.
En 2008, le budget de départ se situe entre 300 et 600 € pour du matériel neuf et la moitié pour de l'occasion.

## Débat récurrent
Depuis l'avènement de l'ordinateur comme outil de prédilection et du fait, des communautés qu'il a permis de faire émerger, de nombreuses réflexions sont venues alimenter la scène VJ et on pourrait les résumer en un seul débat, à savoir pour ou contre la présence de sens dans les mix visuels.
Prônant une professionnalisation de la scène, certains VJs placent le sens comme point essentiel d'une qualité globale de mix, envisagé dans son ensemble et sous un angle narratif.
Inversement d'autres VJ défendent l'idée qu'étant principalement né de la scène technologique qui vide de sens ses compositions afin de laisser la liberté à chacun d'y placer le sens qu'il voulait, la scène VJ doit continuer dans cette ligne de conduite.
Enfin, à l'intérieur même du débat sur le sens, d'autres débats se mêlent, certains VJ se désignent eux-mêmes comme des Political-VJ avec pour ambition de transformer le club en média d'où doivent naître des réflexions sociétales et par extension un tissu social plus fort en utilisant des boucles à forte connotation politique au sein de leur mix vidéo.

## Grandes écoles
Outre le récurrent débat sur la présence de sens ou non dans les mixs visuels, il se distingue quelques « grandes écoles », chacune ayant logiquement des logiciels et du matériel de prédilection pour ne pas dire ouvertement dédiés.
- VJ-DJ : on se rapproche au plus de la démarche du DJ : le DJ mixe avec deux pistes, donc le VJ mixe avec au moins deux sources (toutes les sources sont possibles, depuis le mixage de plusieurs VJ pour le plus technique à plusieurs magnétoscopes pour le simple).
- VJ-artiste vidéaste : on se rapproche d'une création artistique bien plus que d'habillage visuel. Les séquences utilisées sont des originaux et la prestation repose plus sur la création effective des visuels que dans le mix visuel.
- VJ-visucien : on se rapproche de la démarche des live-acts en musique, à savoir de la création assistée par ordinateur en temps réel. La prestation repose beaucoup plus sur le concept de temps réel et donc d'adaptabilité du mix. Cela permet une interaction avec d'autres artistes, par exemple musiciens, danseurs, ou poètes improvisateurs.

Des mélangeurs vidéos analogiques ou basés sur ordinateur, des ordinateurs munis d'interfaces de contrôles (reliés éventuellement en clusters) produisant de la vidéo, des magnétoscopes et des caméras peuvent être associés.
- VJ-développeur/concepteur : on élabore soi-même son outil, que ce soit la conception de hardware de mixage ou la conception de logiciels dédiés.

Le concept d'instrument vidéo se développe actuellement et on remarque des recherches sur :
la modification/altération de générateurs de vidéo (anciennes consoles de jeu, caméras, magnétoscopes...) par des court-circuits ou des passages de courants non prévus, contrôlés à l'aide de potentiomètres, faders, ou capteurs divers.
La conception de tangible interfaces (écrans tactiles et/ou mobiles localisés + solution logicielle) pouvant être adaptées à la vidéo.
La construction d'instruments vidéo mécaniques, basés sur des lampes variables, des filtres mécaniques, des calques d'animation et une mini caméra pour assurer l'amplification.
Quelle que soit l'école, le travail du VJ est un travail qui s'effectue avant tout en amont, tant dans la recherche que dans la création propre des visuels ou des outils.

## Artiste et technicien
Le VJ doit être considéré, non seulement comme un artiste, mais aussi comme un technicien. Quels que soient les moyens et les techniques de projections qu'il a choisi, il est responsable du bon fonctionnement de son matériel et donc nécessairement apte à le réparer dans des délais les plus brefs. Il doit être capable de s'adapter à diverses contraintes techniques. Il doit aussi être capable d'élaborer le matériel nécessaire au mix vidéo : création de boucles vidéo, acquisition vidéo, sampling vidéo, création d'animations, création d'images fixes, manipulation de caméra en temps réel.
Des performances de VJing se trouvent dans des endroits aussi variés que des concerts, des spectacles, des discothèques, des galeries d'art, des salons, des manifestations événementielles, des représentations théâtrales, etc. Les prestations vont de la performance artistique éphémère et unique au clip publicitaire.

## DVJ
Un DVJ (mélange de "DJ" et"VJ"), Disc&Video-Jockey, DVD jockey ou DVDJ est un DJ qui manipule à la fois des contenus audio et visuels pendant ses prestations, en utilisant du matériel audio-vidéo au lieu d'utiliser uniquement du matériel audio ou vidéo. À ne pas confondre avec le VJ, qui choisit les clips vidéo qui passent sur une chaîne télévisée musicale, ou qui est chargé de manipuler uniquement les contenus visuels pendant la prestation d'un DJ.

### Historique
Le côté visuel a toujours fait partie du monde du DJing, mais jusqu'à l'avènement de ce type de performance, le côté visuel était fortement limité aux projecteurs et stroboscopes automatisés, les lasers et les effets pyrotechniques. Avec l'avènement de la technologie DVD (surtout quand elle devint assez bon marché pour permettre à n'importe qui de créer ses propres disques), il a fallu créer des lecteurs qui donnent au DVJ la même facilité d'accès à du contenu audio et/ou vidéo que celle des lecteurs CD normalement utilisés chez les DJs. Pioneer DJ fut le premier (et seul) fabricant de matériel DJ à créer un tel équipement, le Pioneer DVJ-X1, dévoilé en 2004. Ce lecteur évolua ensuite en DVJ-1000, en 2006, considéré depuis comme le lecteur DVJ par excellence.

### Opération
Les disques DVJ sont des DVD contenant des clips audio/vidéo que le DVJ est susceptible de vouloir jouer. La musique et la vidéo contenues dans le disque peuvent être tout ce que le DVJ veut, mais comme dans le monde des DJs, il s'agira le plus souvent de styles de musique électronique. En plus de l'audio, qui est envoyé vers le système de sonorisation, la vidéo est envoyée vers un vidéoprojecteur ou tout autre équipement de visionnage. L'audio et la vidéo dans le disque sont toujours en synchronisation indépendamment des scratchs, du mixage ou tout autre transformation faite par le DVJ. Ce fut une grande révolution par rapport aux autres méthodes de mixage audio et vidéo, vu que celles-ci devaient être méticuleusement programmées afin que la vidéo suive tout le temps l'audio. Cela exigeait souvent la présence d'un second animateur pour assurer le côté vidéo, limitant les possibilités d'improvisation de la part du DJ. 
En plus de lecteurs DVJ (pratiquement tous les DJs ont deux lecteurs leur permettant de lire leurs vinyles, CDs ou DVDs; certains ont des lecteurs supplémentaires pour lire d'autres médias; d'autres permettent même de mixer plusieurs sources), le DVJing exige l'utilisation d'une table de mixage audio et vidéo, permettant au DVJ de choisir les sources audio et vidéo et de les mixer. Certaines tables de mixage permettent même au DVJ d'effectuer quelques transformations simples sur la vidéo. Alors qu'une table de mixage audio permet de gérer des égaliseurs, des volumes, des effets et des crossfades, une table de mixage audio et vidéo permet également de gérer la teinte, la saturation, la brillance, la netteté, ainsi que d'autres paramètres que l'on pourrait retrouver sur des téléviseurs, par exemple. Elles permettent aussi de faire divers types de transitions entre des clips vidéo, comme des fondus, des commutations immédiates ou des fondus à volet. Les tables de mixage ne sont pas une nouveauté dans le monde du spectacle en général (on les trouve le plus souvent dans des studios de télévision ou de cinéma) mais le sont dans l'univers des DJs. 
La simplicité à utiliser des lecteurs DVJ, avec la possibilité, pour le DVJ, de faire de la composition, a permis au DVJing de gagner des adhérents, principalement des DJs fortement sollicités par des boîtes de nuit et des organisateurs de rave parties. Mais, comme ces technologies sont très récentes et à coûts élevés, le DVJing reste une moindre partie du monde du clubing; un lieu qui utilise de ces technologies est Liquid Basildon, même si elles restent réservées aux meilleurs DVJs comme Sander Kleinenberg, Addictive TV, Christian S et Kel Sweeney. Évidemment, au fur et à mesure que ces technologies se démocratisent, leurs prix baissent et peuvent finalement équiper les animateurs amateurs. De futures innovations dans le mixage vidéo permettront au DVJ de faire des manipulations vidéo en temps réel, comme la polarisation, l'inversion de couleurs et autres effets digitaux.

### Équipement
La configuration classique du DVJ comprend deux lecteurs, une table de mixage audio et une table de mixage vidéo. Le lecteur DVJ le plus répandu est le Pioneer DVJ-1000; un lecteur DVD avec une vitesse de lecture supérieure aux lecteurs DVD de salon, et une mémoire tampon permettant de faire sauts ou des retours sur la piste en lecture, le tout associé à un design imitant une platine vinyle. En tournant le plateau, le DVJ peut faire une recherche rapide dans le morceau; augmenter ou diminuer la vitesse de lecture (pitch) pour caler le morceau avec un autre morceau; et avec l'option "CDJ/Vinyl", la possibilité de faire des mouvements en avant et en arrière dans le morceau (le célèbre effet "scratch"). D'autres options qui bénéficient de la technologie numérique sont, par exemple, le bouclage, le freeze frame, le slow motion, le pause/play instantané (une platine vinyle exige un léger laps de temps pour démarrer ou s'arrêter). En 2004 un célèbre DJ australien, DJ J-red né Jarrod Fox, a commencé à utiliser cette technologie dans un style turntablist. J-red a amené cette technologie au International Turntablist Federation World Championships, en 2005 à Prague, où il finit en première place et devient champion expérimental du World I.T.F mais également le premier DJ à inclure de la vidéo dans une compétition mondiale de DJing. 
Videonics est l'une des diverses marques qui commercialisent des tables de mixage vidéo. Ces appareils ne font qu'accepter plusieurs sources vidéo et les combiner de plusieurs façons. Une autre pièce récurrente de la panoplie du DVJ est ce qu'on appelle le switcher (commutateur). Plein de lecteurs numériques, CD ou DVD, ont l'option Fader-Start, qui permet au fader d'une table de mixage de demander au lecteur de lire la piste. Avec ces commutateurs (le switcher VSW-1 de la marque Pioneer DJ, par exemple), les effets de scratch vidéo montrent le traditionnel mouvement d'aller-retour que l'on écoute en audio. D'autres tables de mixage audio et vidéo proposent aussi des options de chroma-key, permettant de faire les fameuses "incrustations". Videonics produit plusieurs tables de mixage qui offrent cette possibilité. Les DVJs peuvent jouer des pistes contenues sur DVD, avec une certaine couleur qui peut être réglée sur la table de mixage. La table de mixage va ensuite localiser cette couleur et la remplacer par tout ce que le DVJ pourrait choisir. Souvent, le DVJ se servira d'une caméra pour filmer ou photographier le public et superposer l'image ou la vidéo sur quelque chose d'autre pour créer quelque chose de nouveau. Un exemple de table de mixage haut-de-gamme est la Pioneer SVM-1000, qui possède des écrans de prévisualisation, des commutateurs, des effets audio et vidéo, le tout combiné dans une table de mixage quatre canaux. Une configuration standard peut être obtenue avec une table de mixage Pioneer DJM-800, un switcher Pioneer VSW-1 et un triple écran de prévisualisation. Ce type de configuration exige, néanmoins, l'utilisation d'un grand nombre de disques qui doivent être transportés. De plus, le fait de changer des disques fait perdre du temps et fait prendre au DVJ le risque d'endommager les disques, contrairement à une configuration avec ordinateur.
À l'opposé des configurations à composantes, les logiciels d'ordinateur comme OtisAV DJ, PCDJ, VirtualDJ, et Serato Scratch Live proposent tous des capacités de mixage audio et vidéo. La vidéo est mixée par l'ordinateur, qui peut ensuite être connecté à un vidéoprojecteur, permettant de ne pas utiliser de table de mixage physique. Le logiciel transforme l'ordinateur en une unité tout-en-un: lecteurs, table de mixage audio et vidéo et écran de prévisualisation. Des lecteurs ou platines vinyles peuvent être utilisés avec des disques de contrôle (Time-code) pour contrôler le logiciel, et certains logiciels peuvent être pilotés avec des contrôleurs MIDI, permettant d'avoir une configuration plus légère et ne pas avoir à acheter une table de mixage et des lecteurs. Pour utiliser ce système, les DVJs extraient leurs pistes DVD, qu'ils stockent dans des mémoires USB, ce qui signifie qu'il y a moins d'équipement à transporter. Non seulement cette solution est plus pratique, mais elle est moins chère; un logiciel et un contrôleur peuvent être achetés pour quelques centaines d'euros et sont utilisables sur n'importe quel ordinateur qui soit suffisamment puissant, alors que des lecteurs DVJ peuvent atteindre quelques milliers d'euros. Même une configuration à composantes peut être plus chère qu'une configuration avec ordinateur, logiciel et mémoire USB - surtout si l'on a un ordinateur assez puissant pour ne pas avoir à en acheter un autre.
Les systèmes utilisant un ordinateur ne peuvent être utilisés qu'avec des ordinateurs puissants qui incluent les cartes graphiques les plus récentes, sinon, la qualité vidéo pourra s'affaiblir, il y a risque de latence, voire de plantage, ce qui peut mettre en péril toute la prestation. Les réglages utilisés pour encoder et lire les fichiers sont très importants et peuvent nuire à leur qualité, mais les méthodes actuelles et les normes de qualité permettent de résoudre ce problème. En plus, là où les lecteurs physiques se limitent à la résolution SD, les logiciels comme Serato permettent la HD 720p, voire la 1080p (même si cela n'est pas encore techniquement supporté). 
Le DJ utilise un casque audio pour préparer la prochaine piste à l'insu du public. Un DVJ doit faire de même avec la vidéo, ce qui demande plusieurs écrans. Avec une configuration à composantes, un écran vidéo est nécessaire pour chaque lecteur, tout comme un câble Y-splitter. Avec une configuration avec ordinateur, l'ordinateur devra avoir, au moins, deux sorties vidéo : l'une avec, à la fois, les sources vidéo et la sortie vidéo; l'autre avec uniquement la sortie vidéo. Cela permet de dégager de la place dans la cabine du DVJ, qui, autrement, serait occupée par trois écrans de prévisualisation, un contrôleur et un écran de sortie. Au fur et à mesure que de meilleures technologies, formats et résolutions voient le jour, ces systèmes peuvent être mis à jour pour devenir compatibles avec elles, ce qui constitue un avantage par rapport aux configurations à composantes.